# Rotalipora
Rotalipora es un género de foraminífero planctónico de la subfamilia Rotaliporinae, de la familia Rotaliporidae, de la superfamilia Rotaliporoidea, del suborden Globigerinina y del orden Globigerinida. Su especie tipo es Rotalipora turonica. Su rango cronoestratigráfico abarca desde el Albiense medio (Cretácico inferior) hasta el Turoniense (Cretácico superior).

## Descripción
Rotalipora incluía especies con conchas trocoespiraladas, de forma biconvexa a planoconvexa; sus cámaras eran romboidales, seleniformes en el lado espiral y subtriangulares en el lado umbilical; sus suturas intercamerales eran curvadas, elevadas y nodulosas en ambos lados (carenas circumcamerales), o bien rectas o curvadas e incididas o niveladas en el lado umbilical; su contorno era redondeado y lobulado; su periferia era aguda, con una carena pustulosa; su ombligo era estrecho a moderadamente amplio; su abertura era interiomarginal, umbilical-extraumbilical, con forma de arco bajo asimétrico, y protegida por un pórtico amplio, a veces con una solapa que se prolonga hacia el ombligo; las aberturas de las cámaras precedentes permanecían como aperturas accesorias suturales, prolongándose desde las suturas hasta el área umbilical o quedando extraumbilicales; presentaba pared calcítica hialina, densamente perforada, y de superficie punteada a pustulosa.

## Discusión
Clasificaciones posteriores han incluido Rotalipora en la Superfamilia Globigerinoidea.

## Paleoecología
Rotalipora incluía especies con un modo de vida planctónico, de distribución latitudinal cosmopolita, preferentemente tropical-subtropical, y habitantes pelágicos de aguas intermedias a profundas (medio mesopelágico superior a batipelágico superior, en o bajo la termoclina).

## Clasificación
Se han descrito numerosas especies de Rotalipora. Entre las especies más interesantes o más conocidas destacan:
- Rotalipora appenninica †
- Rotalipora brotzeni †
- Rotalipora cushmani †
- Rotalipora deeckei †
- Rotalipora gandolfi †
- Rotalipora globotruncanoides †
- Rotalipora greenhornensis †
- Rotalipora micheli †
- Rotalipora montsalvensis †
- Rotalipora reicheli †
- Rotalipora subticinensis †
- Rotalipora ticinensis †
- Rotalipora turonica †

Un listado completo de las especies descritas en el género Rotalipora puede verse en el siguiente anexo.
En Rotalipora se han considerado los siguientes subgéneros:
- Rotalipora (Thalmanninella), aceptado como género Thalmanninella
- Rotalipora (Ticinella), aceptado como género Ticinella